# Fölisudden
Fölisudden är en udde i Finland. Den ligger i Borgå i den ekonomiska regionen  Borgå  och landskapet Nyland, i den södra delen av landet, 60 km öster om huvudstaden Helsingfors.
Terrängen inåt land är mycket platt. Havet är nära Fölisudden åt sydost.